# تالسوپرام
تالسوپرام(Lu 5-005 یا Lu 5-003) یک مهارکننده انتخابی باز جذب نوراپی‌نفرین (NRI) است که به عنوان ضد افسردگی در دهه ۱۹۶۰ و ۱۹۷۰ مورد بررسی قرار گرفت اما هرگز به بازار عرضه نشد. همراه با تالوپرام، از نظر ساختاری با مهارکننده انتخابی بازجذب سروتونین (SSRI) سیتالوپرام شباهت دارد.